# Kurzelów (gmina)
Kurzelów – dawna gmina wiejska istniejąca do 1954 roku w woj. kieleckim. Siedzibą władz gminy był Kurzelów. 
Za Królestwa Polskiego gmina należała do powiatu włoszczowskiego w guberni kieleckiej. 13 stycznia 1870 do gminy przyłączono pozbawiony praw miejskich Kurzelów.
W okresie międzywojennym gmina Kurzelów należała do powiatu włoszczowskiego w woj. kieleckim. Po wojnie gmina zachowała przynależność administracyjną. Według stanu z dnia 1 lipca 1952 roku gmina składała się z 9 gromad: Danków Duży, Danków Mały, Gościenin, Jeżowice, Komparzów, Kurzelów, Międzylesie, Motyczno i Silpia Duża.
Jednostka została zniesiona 29 września 1954 roku wraz z reformą wprowadzającą gromady w miejsce gmin. Po reaktywowaniu gmin z dniem 1 stycznia 1973 roku gminy Kurzelów nie przywrócono, a jej dawny obszar wszedł głównie w skład gminy Włoszczowa w tymże powiecie i województwie.